# Plezioszauruszok
A plezioszauruszok (Plesiosauria) (ógörög plesziosz, „közeli”, és szaurosz, „gyík”) a hüllők osztályának egy kihalt rendje. A mezozoikum idején élt tengeri hüllők voltak. E ragadozók a középső triász korban jelentek meg, a jura időszak idején elterjedtté váltak és a kréta végén, a dinoszauruszok kihalásaként is ismert kréta–tercier kihalási esemény bekövetkeztéig élték virágkorukat.
A plezioszaurusz elnevezést – nem teljesen következetesen – használják a Plesiosauria rend egészére, illetve szűkebben csak a hosszú nyakú formákra is (Plesiosauroidea alrend). A köztudatban inkább az utóbbiak ragadtak meg, ilyennek képzelik el leggyakrabban például Nessie-t, a Loch Ness-i szörnyet is.

## Leírásuk
A plezioszauruszok tipikusan széles testűek és rövid farkúak voltak. Megőrizték két pár végtagjukat, amelyek nagy, evezőlapátszerű uszonyokká fejlődtek. A krokodilhoz jobban hasonlító nothoszauruszok rendjéből fejlődtek ki.
A plezioszauruszok különböző fajtái elsősorban a fejük és a nyakuk méretei alapján szokták megkülönböztetni. A Plesiosauroidea alrend tagjai – mint a Cryptoclididae, az Elasmosauridae és a Plesiosauridae családok – hosszú nyakúak voltak és valószínűleg a sekély vízi tengerfenéken táplálkoztak. A Pliosauridae és a Rhomaleosauridae családok egyedeinek ezzel szemben rövidebb volt a nyaka, nagy, hosszúkás a feje, és a mélyebb vizekben élhettek.
A plezioszauruszok végtagokból kifejlődött nagy uszonyainak elrendezése egyedülálló a tengeri élőlények közt. Valószínűleg az uszonyok vízszintes, evezőszerű és fel- le mozgatásának kombinációival haladtak előre és manővereztek. Farokúszó híján az irányváltoztatáshoz valószínűleg farkuk segítségét vették igénybe. A későbbi Mosasauridae család tagjai és korábbi ichthyoszauruszok uszonyainak elrendeződése ezzel szemben jobban hasonlított a halakéhoz.
A plezioszauruszok minden idők egyik legnagyobb tengeri ragadozó csoportját képezték. Legkisebb kifejlett egyedeik két méter körüli testhosszúak lehettek. A késő triász ichthyoszauruszai 23 méteres testhosszt is elértek, a késő kréta moszaszauruszai pedig 17 méteresre is megnőttek. A mai nagy tengeri állatok, mint a 18 méteres cetcápa, a 20 méteres nagy ámbráscet és különösen a 30 méteres kék bálna mind nagyobbak, mint az ismert plezioszauruszok.

## Életmódjuk
Sok plezioszaurusz-lelettel együtt belemniteszek és ammoniteszek fosszíliáit is megtalálták, olyan pozíciókban, amelyek alapján arra lehet következtetni, hogy ezeket az állatokat fogyasztották. Erős állkapcsukkal valószínűleg képesek voltak rá, hogy szétroppantsák zsákmányuk páncélját.
Prédáik közé tartozhattak a csontos halak (Osteichthyes) is, amelyek a jura időszakban kezdtek elterjedni. Egyes plezioszauruszok a tengerfenéken táplálkozhattak.
Jellegzetes négyuszonyú alakjukhoz hasonló ma nincs az élővilágban, mozgásukról ezért sok találgatás született. A rövid nyakú plioszauruszok, mint a liopleurodon gyors úszók lehettek, a hosszú nyakú változatok testfelépítése viszont inkább a jó manőverezésre, mint a nagy sebességre lehetett alkalmas. Felfedeztek olyan plezioszaurusz-csontvázakat is, amelyeknek gasztrolitok voltak a gyomrában, amelyekről nem tudni, az emésztést, vagy a függőleges mozgásokat segítették.

## Felfedezésük
Az első plezioszaurusz-leletet, egy Plesiosaurus dolichodeirust, amely a plezioszauruszok típusfosszíliája lett, Mary Anning (1799 – 1847) találta a dorseti Lyme Regisben. Anning később is számos plezioszaurusz-lelettel gazdagította a tudományt és ezzel hírnévre tett szert. A Lyme Regis régió ma a világörökség része, amelyet Jurapart néven emlegetnek.

## Taxonómiájuk
A plezioszauruszok besorolása sokat változott az idők folyamán. A következő változat főképp O'Keefe 2001-es kategorizálását követi: 

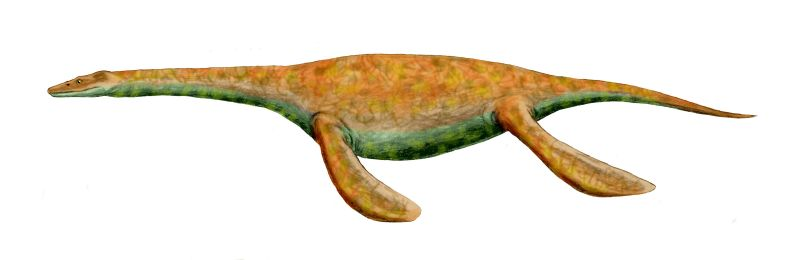
Pistosaurus, egy primitív plesiosaurus

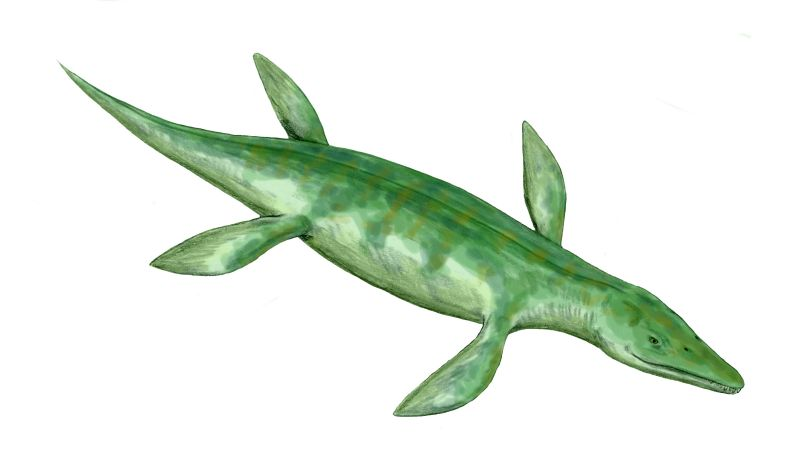
Kronosaurus, egy pliosaurus

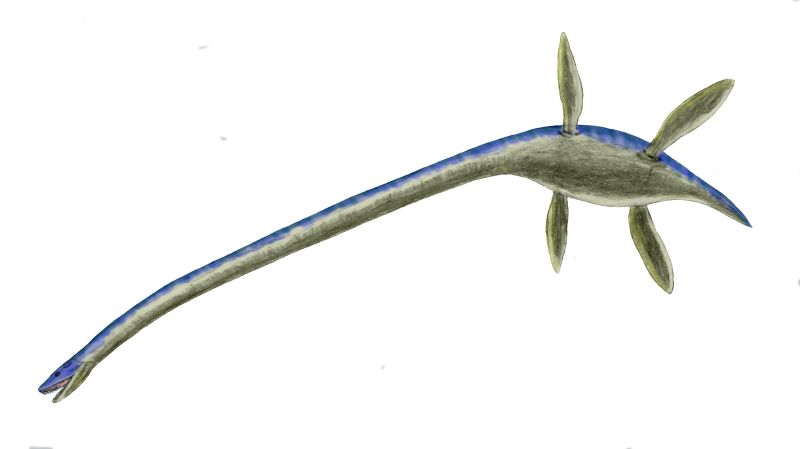
Thalassomedon, egy elasmosaurus

- Öregrend SAUROPTERYGIA
  - Rend PLESIOSAURIA
    - Alrend Pliosauroidea
      - Thalassiodracon
      - Attenborosaurus
      - Eurycleidus
      - Család Rhomaleosauridae
      - Család Pliosauridae

    - Alrend Plesiosauroidea
      - Család Plesiosauridae
      - (besorolatlan) Euplesiosauria
        - Család Elasmosauridae
        - Nagycsalád Cryptoclidoidea
          - Család Cryptoclididae
          - (besorolatlan) Tricleidia
            - Tricleidus
            - Család Cimoliasauridae
            - Család Polycotylidae (= "Dolichorhynchopidae")

## Külső hivatkozások
Angol nyelven:
- The Plesiosaur Site. Richard Forrest.
- The Plesiosaur Directory. Adam Stuart Smith.
  - Plesiosauria technical definition at the Plesiosaur Directory
- Plesiosaur FAQ's. Raymond Thaddeus C. Ancog.
- Oceans of Kansas Paleontology. Mike Everhart.
- "Plesiosaur fossil found in Bridgwater Bay". Somersert Museums County Service. (best known fossil)
- "Fossil hunters turn up 50-ton monster of prehistoric deep Archiválva 2011. június 4-i dátummal az Archive.is-en". Allan Hall and Mark Henderson. Times Online, December 30, 2002. (Monster of Aramberri)
- Triassic reptiles had live young Archiválva 2005. november 3-i dátummal a Wayback Machine-ben.
- Bridgwater Bay juvenile plesiosaur